# Step Back
"Step Back" é uma canção de estreia gravada pelo supergrupo sul-coreano Got the Beat, a primeira unidade em grupo do projeto sul-coreano Girls on Top. Foi lançada digitalmente em 3 de janeiro de 2022 pela SM Entertainment. Descrita como uma "canção Hip-hop R&B", a faixa possui letras de Yoo Young-jin, que também a compôs juntamente com Dwayne Abernathy Jr., Taylor Monet Parks e Ryan Jhun. Liricamente, "Step Back" refere-se sobre uma mulher com alta auto-estima, alertando a outra mulher para não se aproximar de seu interesse amoroso. 
Após o seu lançamento, "Step Back" posicionou-se em número cinco na parada semanal da Gaon Digital Chart na Coreia do Sul e realizou entradas em outros territórios. A canção recebeu revisões mistas pelos 
críticos musicais, que elogiaram os vocais empregados na faixa mas criticaram o conteúdo de suas letras. 

## Antecedentes e composição
Em 26 de dezembro de 2021, a SM Entertainment lançou um novo grupo, a partir de um projeto feminino chamado Girls on Top, junto com sua primeira unidade intitulada Got the Beat. A primeira imagem promocional da unidade foi divulgada através das contas oficiais de mídia social do Girls on Top e da SM Town. De 28 a 29 de dezembro, imagens promocionais foram lançadas para cada membro do grupo (em ordem: BoA, Taeyeon, Seulgi, Winter, Hyoyeon, Wendy e Karina).
"Step Back" foi composta por Dwayne Abernathy Jr., Taylor Monet Parks e Ryan Jhun, juntamente com Yoo Young-jin, que também escreveu as letras em coreano da faixa. Este último, é amplamente conhecido como representante da SM Music Performance (SMP), que apresenta performances fortes e letras sociais críticas da SM Entertainment. As letras da canção, contém expressões "diretas" de uma mulher com elevada auto-estima apaixonada por seu interesse amoroso.
Musicalmente, "Step Back" é composta na tonalidade de dó sustenido maior, com um andamento de 162 batidas por minuto. É descrita como uma faixa de Hip-hop R&B "viciante", que possui variações repetidas de baixo e instrumentos. Lim Sun-hee da IZM mencionou o som do instrumento de cordas torcidas e acrescentou que à medida que o refrão progride, o caos diminui, semelhantemente ao conceito empregado no supergrupo masculino SuperM. Tim Chan, escrevendo para a Rolling Stone, observou os elementos de dubstep, hip-hop e electro-house incorporados na faixa com um baixo pesado e um Got the Beat "alternando entre cantar, fazer rap e um refrão no estilo de canto de líder de torcida". A canção também foi notada pelos vocais "únicos" do grupo e habilidades de canto "sólidas" que sendo o mesmo, melhoraram a "perfeição" do single.

## Promoção
Em 1º de janeiro de 2022, Got the Beat revelou sua primeira apresentação de "Step Back" durante a SM Town Live 2022: SMCU Express at Kwangya. Para a performance, foi encomendada coreografia de Kiel Tutin, ReiNa e Kyle Hanagami, que trabalharam com as cantoras estadunidenses Jennifer Lopez e Britney Spears. A primeira performance em vídeo da canção foi lançada após a apresentação e postada na plataforma de vídeos YouTube. Sua coreografia inicia-se com os rostos do grupo cobertos com os braços, enquanto as membros olham para trás e dançam sua parte. As membros também usam "ativamente" coreografias de pares, fluindo naturalmente para a coreografia de grupo e distribuem os holofotes de forma uniformemente, para que ninguém seja suprimido. Com isso, Kim Soo-jung do No Cut News elogiou o trabalho de câmera da SM, por maximizar a força do palco no vídeo. 
O vídeo de palco de "Step Back" apresenta os vocais "poderosos" de Taeyeon, Wendy e Winter, juntamente com um intervalo de dança de BoA, Hyoyeon e Seulgi e adiciona o "rap individual" de Hyoyeon e Karina. Moon Soo-ji do Inews24 observou uma resposta "acalorada" para o grupo ao lançar o vídeo e elogiou o mesmo por ser um vídeo "completo" com "habilidades vocais, dança e rap perfeitas", atraindo admiração. Antes de sua primeira apresentação, a SM Entertainment também lançou um vídeo contendo o grupo praticando a coreografia. Em 27 de janeiro de 2022, Got the Beat apresentou "Step Back" no programa musical M Countdown da Mnet.

## Recepção critica
| Críticas profissionais | Críticas profissionais |
| Avaliações da crítica  | Avaliações da crítica  |
| Fonte                  | Avaliação              |
| ---------------------- | ---------------------- |
| IZM                    | [ 11 ]                 |

"Step Back" recebeu revisões mistas de críticos de música, com elogios aos vocais empregados, mas com críticas ao conteúdo das letras consideradas antifeministas. Kim Yoon-ha do Channel Yes observou as palavras empregadas na faixa como amor não correspondido, brincadeiras de infância e memórias em frente de seus olhos, com Got the Beat dizendo: "Meu homem está em outro nível, você nem pode sonhar". Kim apontou que as letras eram "inesperadas", e que a situação poderia ter sido totalmente antecipada para aqueles que aceitaram e gostaram da SM Music Performance (SMP), independentemente de seus gostos. Benedetta Geddo, escrevendo para a Teen Vogue, chamou "Step Back" de uma canção "cheia de arrogância", que mostra os vocais "impecáveis" do grupo, do qual já se está acostumado dos artistas da SM Entertainment. Kim Soo-jung da publicação No Cut News elogiou a canção por ser capaz de assimilar "lazer". No entanto, condenou suas letras por criticar outra mulher por se aproximar de seu interesse amoroso e observou o quão "estranho" era lembrar que a faixa é de 2022, mas assumiu que esses materiais e conteúdos, poderiam se tornar as letras da faixa de qualquer maneira.
Haley Yang da publicação Korea JoongAng Daily, destacou a melodia da faixa, pois estava "vendo críticas extremamente positivas, já que as membros exibem notas altas impressionantes", mas observou que muitos fãs ficaram "perplexos" do porque a canção ter sido apresentada como um "hino do poder feminino". Yang também destacou as respostas do público a tais lamentações de que "tudo é perfeito, exceto as letras", pois seu conteúdo menciona "a atenção masculina para validar sua confiança" e chamou as letras de "fora de moda" e "anacrônicas". Ela comentou ainda que as letras internalizam "a misoginia antagonizando outra mulher e a acusando de flertar" e que perpetuam a antiga frase de que "as mulheres são as piores inimigas das mulheres". Mary Siroky do Consequence, descreveu a como "menor do que um hino de empoderamento" e observou que aparentemente o que deixou muitos fãs "decepcionados" foi a forma com que o grupo foi comercializado. Ryu Ji-hoon escrevendo para Dailian, relatou a decepção e insatisfação do público, devido as letras consideradas desatualizadas de "Step Back" como em "Meu homem está em outro nível / Você não pode nem sonhar com este nível", "Tire suas mãos de cima das minhas" e "Este não é o lugar para você".
Gelene Peñalosa do Inquirer Pop! descreveu a faixa como um hino "gaslight, gatekeep, mulher de poder" e condenou o letrista de "Step Back", descrevendo-a como "muito antifeminista e [que] dá uma sensação muito forte de ter sido escrita por um homem". A colunista Tamar Herman, do South China Morning Post, chamou-a de uma canção "estereotípica e antifeminista", acrescentando que o crítico musical sul-coreano Jung Min-jae, havia sugerido que as letras fossem reescritas e o single relançado. Cho Hye-jin do Xports News observou que as letras foram uma "decepção", com a combinação de artistas femininas da SM Entertainment o qual representam a geração, com a inclusão de letras que vão contra os tempos. Lim Sun-hee da publicação IZM classificou "Step Back" com uma estrela e meia de uma avaliação total de cinco estrelas. Ela descreveu sua introdução como "chata" devido sua longa duração, mas citou seu refrão como contendo uma "solenidade única". Lim criticou as letras por estarem cheias de narrativas "incoerentes e humilhantes" e afirmou que Got the Beat não é o personagem principal da canção, pois seu conteúdo lírico se concentra em afastar outras pessoas, que se limita a mulheres.

## Desempenho nas paradas musicais
"Step Back" estreou em número 24 na tabela Gaon Digital Chart da Coreia do Sul na edição de 2 a 8 de janeiro de 2022, subindo para o número 14 na edição de 9 a 15 de janeiro de 2022. A canção também estreou nas posições de número quatro, 41 e 84 pela Gaon Download Chart, Gaon Streaming Chart e Gaon BGM Chart, respectivamente, na edição do gráfico de 2 a 8 de janeiro de 2022. A seguir, "Step Back" subiu para a posição de número dezessete na Gaon Streaming Chart na semana referente a 9-15 de janeiro de 2022. Pela Billboard K-pop Hot 100, estreou em número 77 na semana referente a 15 de janeiro de 2022, atingindo pico de número seis em 26 de fevereiro de 2022. No Japão, "Step Back" estreou em seu pico de número 69 pela 
Billboard Japan Japan Hot 100 na semana referente a 12 de janeiro de 2022. A canção também realizou entradas em suas tabelas componentes, estreando em número dois pela Heatseekers Songs, 41 pela Top Download Songs  e noventa pela Top Streaming Songs.
Na Nova Zelândia, "Step Back" estreou em seu pico de número dezenove pela RMNZ Hot Singles na edição das paradas de 10 de janeiro de 2022. Na Indonésia, a canção estreou em seu pico de número doze pela Billboard Indonesia Songs na semana referente a 19 de fevereiro de 2022. Em Singapura, estreou em número catorze na RIAS Top Streaming Chart em sua edição de 7 a 13 de janeiro de 2022. Além deste, estreou em número treze pela RIAS Top Regional Chart na edição do gráfico de 31 de dezembro de 2021 a 6 de janeiro de 2022, atingindo pico de número sete na semana seguinte. Pelo Vietnã, a canção estreou em número 24 na Billboard Vietnam Hot 100 na edição de 14 de janeiro de 2022, atingindo seu pico de número dezenove na semana seguinte.
Nos Estados Unidos, "Step Back" estreou em seu pico de número cinco pela Billboard World Digital Song Sales na edição das paradas de 15 de janeiro de 2022. Globalmente, a canção estreou em número 126 pela Billboard Global 200 na semana referente a 15 de janeiro de 2022, chegando a número 122 na edição de 22 de janeiro de 2022. Adicionalmente, "Step Back" estreou em número 87 pela Billboard Global Excl. U.S na edição do gráfico de 15 de janeiro de 2022, atingindo seu pico de número 69 na semana seguinte.
| Parada musical (2022)                          | Melhor posição |
| ---------------------------------------------- | -------------- |
| Coreia do Sul (Gaon Digital Chart)             | 4              |
| Coreia do Sul (Billboard K-pop Hot 100)        | 6              |
| Coreia do Sul (Billboard South Korea Songs)    | 22             |
| Estados Unidos (Billboard World Digital Songs) | 5              |
| Indonésia (Billboard Indonesia Songs)          | 12             |
| Japão (Billboard Japan Hot 100)                | 69             |
| Malásia (Billboard Malaysia Songs)             | 19             |
| Mundo (Billboard Global 200)                   | 116            |
| Nova Zelândia (RMNZ Hot Singles)               | 19             |
| Singapura (RIAS)                               | 19             |
| Vietname (Vietnam Hot 100)                     | 19             |

| Parada musical (fevereiro)         | Melhor posição |
| ---------------------------------- | -------------- |
| Coreia do Sul (Gaon Digital Chart) | 5              |

## Reconhecimento
| Programa    | Emissora | Data                    | Ref.   |
| ----------- | -------- | ----------------------- | ------ |
| Inkigayo    | SBS      | 30 de janeiro de 2022   | [ 57 ] |
| Inkigayo    | SBS      | 20 de fevereiro de 2022 | [ 58 ] |
| M Countdown | Mnet     | 3 de fevereiro de 2022  | [ 59 ] |

## Créditos e pessoal
Créditos da elaboração de "Step Back" adaptados do Melon.
- Got the Beat (BoA, Taeyeon, Hyoyeon, Seulgi, Wendy, Karina, Winter) – vocais
- Hyoyeon e Karina - rappers
- Yoo Young-jin – letras, composição, arranjos
- Dwayne Abernathy Jr. – composição, arranjos
- Taylor Monet Parks – composição
- Ryan Jhun – composição, arranjos

## Histórico de lançamento
| Região | Data                 | Formato                    | Gravadora  | Ref.   |
| ------ | -------------------- | -------------------------- | ---------- | ------ |
| Mundo  | 3 de janeiro de 2022 | Download digital streaming | SM Dreamus | [ 61 ] |